# Geotrygon
A Geotrygon a madarak osztályának galambalakúak (Columbiformes) rendjéhez és a galambfélék (Columbidae) családjához tartozó  nem. A nem egy részét átrakták a Zentrygon nembe.

## Rendszerezésük
A nemet Philip Henry Gosse angol természettudós írta le 1847-ben, az alábbi fajok tartoznak ide:
- Geotrygon purpurata
- zafír földigalamb (Geotrygon saphirina)
- rövidcopfos földigalamb (Geotrygon versicolor)
- kubai földigalamb (Geotrygon caniceps)
- Geotrygon leucometopia
- hegyi földigalamb (Geotrygon montana)
- püspök földigalamb (Geotrygon violacea)
- Bahama-szigeteki földigalamb (Geotrygon chrysia)
- bajszos földigalamb (Geotrygon mystacea)

## Előfordulásuk
Mexikó, a Karib-térség, Közép-Amerika és Dél-Amerika területén honosak. Természetes élőhelyeik a szubtrópusi és trópusi esőerdők, erdők és cserjések, valamint ültetvények.

## Megjelenésük
Testhosszuk 19-31 centiméter körüli.